# Nick Mulvey
Nick Mulvey né le 4 novembre 1984 à Cambridge est un auteur-compositeur-interprète folk britannique. En 2005, il co-fonde le groupe de jazz londonien Portico Quartet. Il y joue du Hang jusqu’en 2011, année où il quitte le projet pour se lancer dans une carrière solo. En 2012, il sort son premier EP, The Trellis, suivi en 2013 de Fever To The Form. En 2014, la sortie de son premier album First Mind lui vaut une nomination au Mercury Music Prize.

## Biographie

### Enfance et éducation
Dès son plus jeune âge, Nick Mulvey baigne dans l’univers de la musique avec une mère chanteuse d’opéra et une grand-mère pianiste. À 18 ans, il achète sa première guitare lors d’un voyage dans le sud de l’Espagne. Un an plus tard, il quitte l’Angleterre pour La Havane (Cuba) où il étudie l’art et la musique. À son retour, il s’inscrit à l’école d’études orientales et africaines de l’Université de Londres (la SOAS) pour y étudier l’ethnomusicologie. Il se spécialise dans la musique d’Afrique Centrale et de l’Ouest.

### Portico Quartet
Durant son cursus à la SOAS, il cofonde le groupe de jazz Portico Quartet avec ses camarades Jack Wyllie (soprano et saxophone ténor), Duncan Bellamy (batterie) et Milo Fitzpatrick (contrebasse). Il y joue du Hang, un instrument de percussion suisse inventé en 2001. En 2008, leur premier album Knee-Deep In The North Sea est nommé au Mercury Music Prize aux côtés de Radiohead ou encore d’Adele. À l’été 2010, en pleine tournée, Mulvey traverse une période de doute. Il s’envole au Honduras pour un break de deux semaines. Sur une plage, il prend sa guitare et se met à chanter, entouré d’étrangers. Cette expérience le persuade de quitter le groupe pour entamer une carrière solo, ce qu’il fait en janvier 2011.

### Carrière solo
Mulvey troque le Hang contre une guitare acoustique et, en novembre 2012, son premier EP The Trellis voit le jour chez Communion Records. Il est suivi de Fever To The Form (Communion Records) en juillet 2013. Son premier album First Mind sort au printemps 2014. Il est produit par le label Fiction Records. Il lui vaut une nomination au Mercury Music Prize et entre à la dixième place dans les charts britanniques.
Son deuxième album, Wake Up Now, est publié en septembre 2017. En juin 2022 sort son troisième album intitulé New Mythology.

### Influences
La musique de Nick Mulvey se nourrit d’influences diverses allant de Nick Drake, Tom Waits, Joni Mitchell et Bob Dylan aux musiciens africains comme le guitariste Kawele.

## Discographie
Albums studio
| Titre              | Détails                                                                                       | Classement | Classement | Classement | Classement |
| ------------------ | --------------------------------------------------------------------------------------------- | ---------- | ---------- | ---------- | ---------- |
| Titre              | Détails                                                                                       | FR         | BEL        | GBR        | NLD        |
| First Mind         | Date de sortie : 12 mai 2014 Label : Fiction Records Format : Téléchargement, CD, Vinyle      | 196        | 127        | 10         | 58         |
| Wake Up Now        | Date de sortie : 8 septembre 2017 Label : Fiction Records Format : Téléchargement, CD, Vinyle |            |            |            |            |
| New Mythology      | Date de sortie : 10 juin 2022 Label : Fiction Records Format : Téléchargement, CD, Vinyle     |            |            |            |            |
| Dark Harvest Pt. 1 | Date de sortie : 6 juin 2025 Label : Supernatural Records Format : Téléchargement, CD, Vinyle |            |            |            |            |

EP
| Titre             | Détails |
| ----------------- | --- |
| The Trellis       | Sortie : Novembre 2012 Label : Communion Records Format : Téléchargement                                                     |
| Fever To The Form | Sortie : 17 juin 2013 Ré-édition : 10 January 2014 Labels : Communion Records, Universal Music Group Format : Téléchargement |

Singles
| Année | Année      | Classement | Classement | Album      |
| ----- | ---------- | ---------- | ---------- | ---------- |
| Année | Année      | FR         | GBR        | Album      |
| 2013  | "Nitrous"  | -          | -          | First Mind |
| 2014  | "Curucucu" | -          | 26         | First Mind |